# Quận Lamar, Texas
Quận Lamar (tiếng Anh: Lamar County) là một quận trong tiểu bang Texas, Hoa Kỳ. Quận lỵ đóng ở thành phố Paris 6. Theo kết quả điều tra dân số năm  2000 của Cục điều tra dân số Hoa Kỳ, quận có dân số 48.499 người 2. Quậnd được đặt tên theo Mirabeau Buonaparte Lamar, tổng thống thứ nhì của Cộng hòa Texas.